# Бен Кейн
Бен Кейн (на английски: Ben Kane) е ирландски ветеринарен лекар и писател на произведения в жанра исторически роман и приключенски роман, специализирал се в романи с акцент върху Римската република и Римската империя.

## Биография и творчество
Бен Кейн е роден на 6 март 1970 г. в Найроби, Кения, където баща му работи като ветеринарен лекар. Когато e 7-годишен семейството му се връща в Ирландия. През 1996 г. завършва ветеринарна медицина в Университетския колеж в Дъблин към Националния университет на Ирландия. След дипломирането си работи като ветеринарен лекар в Англия.
Запален е по историята и древността. Прави многобройни пътешествия в почти 70 страни, включително тригодишно околосветско пътешествие от 1998 г., преминавайки през Туркменистан и страните, които са свързани с Пътя на коприната. След завръщането си през 2001 г. участва в ликвидирането на епидемия от шап в окръг Нортъмбърланд и прекарва година в Нюкасъл на Тайн. Там се запознава с историята на Римската империя и артефактите оттогава в областта. През 2004 г. започва да пише исторически разкази.
Първият му роман „The Forgotten Legion“ (Забравеният легион) от поредицата „Хроники на забравения легион“ е издаден през 2008 г. Романите от поредицата стават бестселъри.
Другите му исторически поредици са бестселъровата „Ханибал“, „Спартак“, „Орлите на Рим“ (за битката в Тевтобургската гора и кампаниите на Тиберий и Германик) и Ричард Лъвското сърце“.
През 2013 г. Кейн и двама негови приятели пътуват и маршируват покрай Адриановия вал (117 км) с пълна римска легионерска екипировка като част от благотворителна кампания, събрала общо 19 000 британски лири дарения за асоциации като „Лекари без граници“. Година по-късно отново като легионер, минава през Италия, от Капуа до Рим, като участва в заснемането на документалния филм „Пътят към Рим“ с водещ Иън Маккелън.
Бен Кейн живее със семейството си в община Северен Съмърсет.

## Произведения

### Самостоятелни романи
- A Day of Fire (2014) – със Стефани Дрей, Софи Перино, Кейт Куин и Вики Алвеър Шектър

### Серия „Хроники на забравения легион“ (Forgotten Legion Chronicles)
1. The Forgotten Legion (2008)
2. The Silver Eagle (2009)
3. The Road to Rome (2010)

- The March (2018) – новела

### Серия „Ханибал“ (Hannibal)
1. Enemy of Rome (2011)
Ханибал: врагът на Рим, изд.: ИК „Бард“, София (2019), прев. Венцислав Божилов
2. Fields of Blood (2013)
Ханибал: кървави полета, изд.: ИК „Бард“, София (2019), прев. Венцислав Божилов
3. Clouds of War (2014)
Ханибал: бог на войната, изд.: ИК „Бард“, София (2019), прев. Венцислав Божилов
4. The Patrol (2013)

### Серия „Спартак“ (Spartacus)
1. The Gladiator (2012)
2. Rebellion (2012)

### Серия „Орлите на Рим“ (Eagles of Rome)
1. Eagles at War (2015)
2. Hunting the Eagles (2016)
3. Eagles in the Storm (2017)

- The Shrine (2015)
- The Arena (2016)
- Eagles in the Wilderness (2019)
- Eagles in the East (2020)

### Серия „Сблъсъкът на империите“ (Clash of Empires)
1. Clash of Empires (2018)
2. The Falling Sword (2019)

### Серия „Ричард Лъвското сърце“ (Richard the Lionheart)
1. Lionheart (2020)
2. Crusader (2021)

### Екранизации
- 2014 The Road to Rome – документален